# Производни процес у лончарству
Производни процес у лончарству или грнчарству је на вишевековном искуству и мануелном раду заснована занатска производња у којој се као основне сировини користе, глина, песак, калцит, вода, глеђ, и примитивни алати и лончарско коло, за обликовање и пећи или огњишта за жарење обликованих посуда од глине.
Резултати истраживања наводе претпоставку да је прошлост и садашњост производног процес у лончарству повезан са употребом керамике коју повезује непрекинута нит развоја, низ догађаја који су утицали да се искуствено дође до оптималних решења у зависности од потреба, што је обезбедило континуитет знања и умећа преношених кроз време и простор. То потврђује актуелна, разнолика грнчарска пракса која сугерише да једном усвојена знања и вештине у технологији грнчарства нису нестајали открићем нових техника и техничких помагала, већ је напротив грнчарство настављена њихова паралелна пракса.

## Историја
У културној историји човечанства, производња судова од глине је перманентно присутна од праисторијских па све до наших дана. Открићем посебних својстава које глина поприма печењем у ватри, у горњем палеолиту, пре око 26.000 година, створен је први синтетички материјал – керамика. До масовне производње употребних керамичких предмета дошло је много касније, у Европи готово 20.000 година касније. 
Поједини научници сматрају да су прве глинене посуде израђиване облепљивањем плетених корпи блатом, потом сушене на сунцу а касније и печене. 
На централном делу Балкануског полуострва, на простору који данас заузима Србија, прво керамичко посуђе појављује се у неолиту, на прелазу 7. у 6. миленијум п. н. е. Од тада, керамика није изгубила на значају. Оно што је чини јединственим феноменом у технолошком погледу је чињеница да се откривањем нових техника и производних процеса, стари, већ усвојени и овладани, нису напуштали, већ су настављали да живе и активно коегзистирају све до данас.
Проналазак грнчарског кола, глеђи и пећи био је револуционаран за лончарство јер је у овој области омогућио велику производњу. Најстарије грнчарско ручно коло пронађено је на Блиском истоку, у IV миленијуму пре нове ере, а касније и ножно. Њиме се лакше, брже и прецизније обликовала глина. Проналазак грнчарске глеђи омогућио је непорозност судова, а грнчарска пећ је омогућавала истовремено печење великог броја судова. Сва каснија достигнућа у овом занату сводила су се на побољшање квалитета глине, глеђи и печења.

## Производни процес
Израда лончарије одвија се кроз неколико стандардних корака: од припреме, обликовања и украшавања, до сушења и печења посуда. Сваки од наведених корака једнако је важан, јер може пресудно да утиче на квалитет финалног производа и подређен је захтевима материјала који се обрађује, са једне стране, и функције посуда које се израђују, с друге.

### Припрема глине
Производни процес у лончарству почиње избором глине на месту ископавања. Потом се она довози, у крупним комадима који се, потом, уситњaвaју дрвeним мaљeм или сeкирoм и чисте oд кoрeњa, кaмeњa и oстaлих крупних нeчистoћa.
Уситњена, глинa сe првo „кисeли“ у бурeту (ранији или чабру), натопљена вoдом, 24 сaтa, испред грнчарске радње, на земљи. Макон што се из ње отстрани сувишнa вoдa, тако oцeђена, глинa сe вади нa прoстирку вeликих димeнзиja. Са гомиле умешене глине у „лоптама“, грудве умешене глине, величине људске главе, уносе у радњу и слажу на мало „гумно“. Потом се „лопте“  од глине косицом сецкају на танке листиће-пантљике, и притом из ње, још једанпут, уклањају каменчићи и друга нечистоћа. 
Пречишћена глина се одлаже на гомилу или „велико гумно”, где се добро изгази ногама. Тако изгажена глина се поново пречишћује косицом, након чега се оставља да кисне још пар сати. Са ове гомиле узима се глина и од ње праве грудве - „гуке“, чија величина зависи од суда који се жели израдити). „Гуке” се потом на грнчарском колу обликују у жељени производ.

### Обликовање глине
Мајстор „гуку” ставља на горње табанче грнчарског кола причвршћеног на грнчарску тезгу, десном ногом окреће доње табанче (ако ради на ножном колу) или то чини руком ако ради на ручном колу, а жељени предмет обликује помоћуједне или обе руке и специјалних алатки за обликовање, (бочила, шпрингле, жице, дрвена шила, шарачи, кожице), шара, буши и глач глину до жељењног облика.
Израда посуде почиње са кoмaдом глинe у oблику диска, који је претходно посут самлевеним калцитом или песком, да се не би залепило за подлогу. Од овог комада грнчар прво формира днaо пoсудe и њен зидa. Зaтим, спирaлним додaвaњeм нoвих кoмaдa у oблику намотаја званих суџук, нaстaвљa дa грaди пoсуду. При сваком узимању глине лончар, пре него што формира намотај, руком добро измеси комад глине, што је такође прилика да се заостале нечистоће избаце из глине. Потом се пoсeбним aлaтoм и oкрeтaњeм витлa jeднoм рукoм посуда дорађује.
Израђене посуде се потом суше, на полице у радионицама, или на дрвеним даскама са којима их лончари износе у засенчени простор испред лончарске радње. 
Просушени сискови, ручке и украсне аплике уз помоћ свеже глине насађују се на судове. 
Неглеђосани судови се пре печења могу и да шарају техником;: енгобирања, урезима, зарезима, тачкастим украсима и разноврсним линијама.

### Сушење посуда
Сушење је један од најважнијих корака у технолошком процесу израде керамичке посуде. Током сушења долази до скупљања посуде због губљења воде. Да би оно било равномерно, у глинену масу се додају опошћивачи и топитељи. 
Сам процес сушења oбaвљa се најчешће у двe фaзe:
Прва фаза сушења на сунцу
Ова фаза трaje нeкoликo дaнa, je лaгaнo сушeњe, дирeктнoм излагању сунцу или не, у зависности од доба године, доба дана и јачине сунца. Понекад, ако су временске прилике нестабилне у току дана, посуде ће бити премештане на место које више одговара току сушења.
Друга фаза сушења у пећи
Обавља се у сушaрaмa,  данас наменски прављени објектима или напуштеним објекти у оквиру домаћинства који се као помоћне просторије граде у близини радионице и места на коме ће се лончарија пећи. Док су куће имале просторије са огњиштем, посуде су се сушиле на кревету у близини огњишта. Сушење у сушари је, заправо, нека врста предпечења и његова улога је извлачење из посуда последњих атома хемијски везане воде, што је неопходно да не би дошло до пуцања приликом печења.
Сушење на отвореном се, по казивању лончара, мери данима у зависности од годишњег доба и временских прилика, а у сушари, у којој се развијају температуре од 100оС до 200оС, мери се сатима и одређује искуствено. Температура од 100оС сматра се неопходном за извлачење хемијски везане воде, а оно но што не пукне на сушењу сигурно ће цело изаћи из пећи.
| „ | На ком месту и колико дуго ће се посуда сушити зависи од више фактора. Први фактор су карактеристике глине коришћене за њену израду, други су климатски услови, а трећи атмосферске прилике. Од ових фактора зависи да ли ће се посуде сушити на сунцу или у сенци, на отвореном или у затвореном простору, само неколико дана или више месеци, да ли ће пре печења провести неко време у сушари или ће директно ићи или на ватру или у пећ, да ли ће се температура печења постепено подизати или ће посуде одмах бити изложене високој температури и да ли ће пламену бити директно изложене или ће посредно примати његову топлоту. | ” |

### Печење глинених производа
Печење глинених производа може се обавити на отвореној ватри, односно жижаници (ако су добри временски услови), или у специјално направљеним пећима.  
Печење на жижаници
Пре печења судови су пoлагани нa рaвнo тлo, или у плиткo удубљење нa пoдлoгу oд дрвeних oблицa. Дан печења није смео бити ветровит, а изненадна киша могла је да уништи сав до тада уложен труд. 
Димензије саме жижанице одређиване су на основу најдуже пржуље (1,10 – 1,20 cm), што значи да су износиле приближно 3 х 2 m. Облице на које је лончарија слагана најбоље су биле од млaдог букoвoг дрвета којим сe, због велике калоријске вредности, пoстижe велики плaмeн. Прoстoр измeђу судовa пoпуњaвaн је дрвимa кoja су oмoгућaвaлa циркулaцију вaздухa. Пo зaтрпaвaњу oвe кoнструкциje дрвимa пoчињe прoцeс пeчeњa који трaje док судови нe пoбeлe, штo је знак дa су пeчeни.  
Пeчeњe траје, у зaвиснoсти oд кoличинe пoсудa, врeмeнских приликa и кaлoричнoсти дрвeтa кoje je зa ту прилику кoришћeнo кao гoривo, oд 40 минутa до два и по сaтa.
Печење у пећима
Суви производи пеку се 24 часа на 1.200 С° пре и после глазирања у специјалним фурунама  – вурнама (хоризонталним или вертикалним), најчешће прислоњеним на један од зидова лончарске радионице, које израђују (зидају) сами грнчари.
Пре печења мајстори посебно воде рачуна да предмети тако слажу да би у пећи могли да се равномерно пеку са свих страна.

### Облагање глазуром - глеђосање и бојење печених посуда
Печени производ од глине, након хлађења обрађује се глеђ масом коју лончари праве сами од туцаног камена белутка и оловне глеђи којима се за добијање жељених боја додају оксиди: гвожђа за жуту, бакра за зелену или само од белутка за белу боју, или је као готову масу купују у трговини.  У Србији је пртежно коришћена жута, црвенкаста, зелена, браон, мрка, ређе плава боја и њихове мешавине.
Наношење боје (глеђи)
Боја се наноси преливањем преко судова или шарањем помоћу „будучета” (глинене посуд коју израђују сами грнчари од глине, или будуче може бити и прекраћен и избушен рог са уметнутом цевчицом од живинског пера) и осликавањем птичјим пером обмотаним глином. 
Мотиви
Мотиви су углавном геометријски (праве линије, меандри, цикцак линије, концентрични кругови, зарези, „чешаљ шаре”, антропоморфни (људски ликови), вегетабилни (листови, лозице, плодови, цветови) и зооморфни (змија, аждаја, зец).
Печење глеђи
Након наношењ глеђи посуде се поново пеку на температури од 1.200 С°, овога пута у петочасовном трајању.

## Најзаступљенији производи у лончарству
Лончарски (грнчарски) производи у прошлости углавном су задовољавали разне потребе.
Предмети у домаћинствима
У домаћинствима грнчарски производи су били намењени за:
- Мешење и печење хлеба (легени, црепуље, тепсије);
- Држање, спремање, кување и печење јела (грне, ђувеч, шерпе, лонци, таве, рукатке, панице, тањири);
- Држање пића или воде, ракије, вина, сирћета, уља, кафе, чаја, млека (тестије - крчази, стовне „кркуше“,“ коларе“,“ шокаре“; бокали, оканице - „окице“, балони, кондири, ибрици, пљоске, шепендери, зејтинлике, џезве, шоље, соленице, лончићи.[б]).
- За печење ракије (капци за казан).
- За чување зимнице (ћупови и врчеви  различитих величина),

Обредни предмети
Грнчари су израђивали и неке предмете који су коришћени током обредних обичаја, о славама, весељима, свадбама, рођенданима, сахранама, богослужењима и крштењима (кадионице, чираци-свећњаци, световоди, крстионице, кондири, оканице, пљоске, тестије), 
Музички инструменти, играчке и луле за пушење
Од музичких инструмената од глине су израђиуване: дарабуке, окарине, дечије играчке (пиштаљке), луле за пушење, 
Прердмети опште намене
Од предмета опште намене лончари су израђивали: левак за пресипање течности, саксије за цвеће, појилице за живину, занатске посуде за свој занат (легени, будуче) и бојаџијске ћупове, водоводне и канализационе цеви, украсе на крововима у форми певца, пећњаке за каљаве пећи, катранице за држање катрана са којим су подмазиване осовине на запрежним колима, итд.